# Wincanton Classic 1993
De Wincanton Classic 1993 was de vijfde editie van deze wielerkoers in Groot-Brittannië en werd verreden op 15 augustus, in en rond Leeds, Engeland. De koers was 231 kilometer lang, en maakte deel uit van de strijd om de wereldbeker.

## Uitslag
| Wincanton Classic 1993 |                     |                       |            |
| Plaats                 | Naam                | Ploeg                 | Tijd       |
| Winnaar                | Alberto Volpi       | Mecair-Ballan         | 5u 41' 22" |
| 2                      | Jesper Skibby       | TVM-Bison Kit         | + 0' 03"   |
| 3                      | Maurizio Fondriest  | Lampre-Polti          | z.t.       |
| 4                      | Maximilian Sciandri | Motorola              | z.t.       |
| 5                      | Lance Armstrong     | Motorola              | + 0' 36"   |
| 6                      | Gert-Jan Theunisse  | TVM-Bison Kit         | z.t.       |
| 7                      | Heinz Imboden       | Mecair-Ballan         | z.t.       |
| 8                      | Johan Museeuw       | GB-MG Boys Maglificio | + 6' 30"   |
| 9                      | Andreas Kappes      | Mecair-Ballan         | z.t.       |
| 10                     | Scott Sunderland    | TVM-Bison Kit         | z.t.       |

1989 · 1990 · 1991 · 1992 · 1993 · 1994 · 1995 · 1996 · 1997